# Интратеррестр
«Интратеррестр. Контакт, которого нет» (англ. Intraterrestrial. A fleeting contact) — документальный фильм режиссёров Александра и Николь Гратовски, второй фильм трилогии «Хищник нежность». Снятый в ходе кругосветной экспедиции по 30й параллели с. ш., фильм повествует о двух различных способах мировоззрения, двух видах разумных и очень непохожих отношений с миром, единовременно присутствующих на Земле, проводя параллели между человеческой цивилизацией и миром китообразных. Наряду с большим количеством фактов, свидетельствующих о нашем с ними сходстве, авторы акцентируют внимание на ключевой разнице в нынешних подходах, способах отношения к миру, указывая на ведущий созидательный мотив, свойственный, по мнению режиссёров, китам и дельфинам. Метафорически глядя на их образ жизни, как в зеркало, авторы приходят к выводу, что решение наших человеческих, цивилизационных вопросов «не в том, чтобы стать дельфинами, а в том, чтобы отвечать мирозданию, как они», подразумевая под этим сосредоточенность на том, что происходит сейчас и здесь, позволяющую находиться в прямом непосредственном контакте друг с другом, планетой, миром.
Международная премьера состоялась весной 2017 года в Страсбурге на Европейском фестивале подводных изображений и окружающей среды (фр. Fête Européenne de l’Image Sous-Marine et de l’Environment), где фильм получил Специальный приз жюри.
В России фильм был впервые представлен широкой публике в рамках VI Международного культурного форума как часть интерактивной выставки Посольства Дельфинов «Как и ты. Человек и дельфин», состоявшейся в Музейном комплексе «Вселенная воды». За 48 часов непрерывной работы выставку посетили более 8 тысяч человек.
23 июля 2019 года полная версия фильма была выложена в свободный доступ на YouTube.

## Название
Авторский неологизм «интратеррестр» образован по аналогии с английским термином «экстратеррестриал» (англ. extraterrestrial), означающим нечто внеземное или, буквально, «инопланетянин» и дословно может быть переведён как «планетянин», намекая зрителю на некую разумную, не человеческую жизнь, находящуюся не вне Земли, а именно здесь, по соседству с нами.
Сами авторы фильма говорят об этом так: «В отличие от изнурительных, дорогостоящих и ничего не меняющих в нашем отношении к миру поисков братьев по разуму в далеком космосе, сейчас и здесь мы в прямом смысле слова живём, окружённые средой, которая служит домом для удивительного вида разумных существ».

## Сюжет
Визуально, лента представляет собой пёструю мозаику, сочетающую подводные съёмки со свободными дельфинами и китами с аутентичными наземными кадрами, сделанными в ходе кругосветной экспедиции. Известно, что среди локаций есть «Каир, Лхаса, Дели, священные горы Китая, и все мировые „столицы“ дельфинов — Гавайи, Багамы, Канары, Японские острова». Всякий раз, происходящее в кадре является отражением смыслового плана картины, представленного в фильме закадровым диалогом мужского и женского голосов, обсуждающих сходства и различия в подходах к жизни у людей и китообразных.
Структурно фильм состоит из 10 содержательно взаимосвязанных частей, каждая из которых ставит перед зрителем ряд философских вопросов, сопровождая их авторскими версиями ответов. В крайне сжатом виде, основные идеи таковы:
1. Дом
У нас есть братья по разуму и контакт возможен в любой момент?

Да, но им от нас ничего не нужно, хотя им и не безразличны наши чувства, вдохновение, страсть, любовь — мы истинные. Их дом — три четверти поверхности Земли, а мы живём на островах посередине. Они не находят смысла в контакте с нами нынешними потому, что с позиции разума с нами общаться нельзя.
2. Память
Почему мы не можем опознать в китах и дельфинах братьев по разуму?

Вероятно, когда-то контакт между нами существовал, ведь само слово «дельфин» означало в Древней Греции «брат». Во всех культурах есть одинаковые мифы о китах и дельфинах. Дельфины — вечные символы гармонии, свободы, тайны и спасения, а значит, было знание о том, что они являются носителями этих качеств. Эта связь с ними буквально вписана в нас, ведь, ещё не умеющие говорить, дети улыбаются, когда видят изображение дельфина.
3. Родство
В чём-то самом главном дельфины и киты должны быть похожи на нас.

Как и мы, они: сознательны (проходят «зеркальный тест»), дышат кислородом, кормят детей молоком, эмоциональны и могут испытывать депрессию, занимаются любовью лицом к лицу, умеют жертвовать собой ради спасения близких, передают своим детям самое главное — знание о мире и своём месте в нём (мы называем это культурой).
4. Школа
Люди являются для китов и дельфинов единственной ощутимой угрозой, почему они терпят это, являясь разумными?

Они старше нас в 50 раз, и их отношение к нам похоже на наше отношение к детям — они не отвечают нам на боль. В них «встроен» безусловный запрет на причинение вреда человеку, побеждающий даже инстинкт самосохранения, потому что если вы способны убивать детей, вы безумны. Они ценят нас больше, чем мы — себя, значит видят в нас нечто такое, чего не видим мы сами.
5. Язык
У них есть язык и он не похож на наш. В нём любая мысль, чувство, движение и слово порождают волну, изменяющую мир. Они в буквальном смысле видят и чувствуют звук. Этот язык является не просто способом описания мира, а действием, позволяющим всякий раз пересоздавать вселенную заново.
6. Работа
Они должны быть чем-то заняты, ведь у каждого из них мозг больше, чем у любого человека

Если миллионы лет они сохраняют огромный мозг и самое большое в мире сердце, значит, и то и другое постоянно необходимо. Они видят сам процесс творения и внимательно участвуют в нём.
7. Разум
Как же возможно, что до сих пор мы не признаём китов и дельфинов разумными?

Согласно одному из определений, разум — это способность использовать силы мира без разрушения этого мира. Тесты на разумность, которым мы их подвергаем, больше говорят о нас, чем о них. Какой тест гусеница может предложить бабочке?
8. Переворот
Возможен ли контакт с ними хотя бы на индивидуальном уровне?

Да, и он приводит к бесповоротному изменению жизни — те теряешь интерес к большей части тем, дел, знакомств и целей, что вдохновляли раньше. В тебе меняется позиция наблюдателя и с этого момента ты больше не отрезан от мира, а становишься равным себе.
9. Настоящее
Это тот странный контакт, в котором мы можем найти себя.

Мы выходим в зону контакта, когда сосредоточены — там, где мы есть: на суше, в городе, дома. Встреча возможна в любой момент — она в позиции, в едином адресе.
10. Зрелость
Может показаться, что они бездействуют, когда вот-вот должно свершиться самое важное.

Настоящие учителя учат своим присутствием — наблюдение меняет поведение объекта. Они наблюдают — и это наша возможность измениться.
Решение наших вопросов не в том, чтобы стать дельфинами, а в том, чтобы отвечать мирозданию, как они.

## Награды
2018
- Специальный приз жюри 51-го Международного фестиваля в Хьюстоне, США[7]

- Лауреат телевизионной премии Кинофестиваля Avanca, Португалия[8]

- Специальное упоминание в категории «За выдающиеся достижения» (англ. Award of Excellence) фестиваля Impact DOCS Awards, Калифорния, США[9]

- Официальный выбор Фестиваля экологического кино и искусств Cinema Verde, Гейнсвилл, Флорида, США[10]

- Официальный выбор Фестиваля Зелёного кино в Женеве, Швейцария[11]

- Официальный выбор Фестиваля Экологических фильмов в Портленде, США[12]

2017
- Официальный выбор 20-го Фестиваля Экологического кино CinemAmbiente в Турине, Италия[13]

- Специальный приз Европейского фестиваля подводных изображений и окружающей среды в Страсбурге, Франция[3]